# Progress M-1
Progress M-1 a fost o navă spațială fără pilot sovietică de marfă, care a fost lansată în 1989 cu scopul de a aproviziona Stația Spațială Mir. A fost prima navă spațială Progress tip cargou din familia M care a fost lansată, având numărul de serie 201. A transportat inclusiv alimente, apă și oxigen pentru echipajul OE-5 de la bordul lui Mir, precum și echipamente de cercetare științifică, dar și combustibil pentru ajustarea orbitei stației și efectuarea de manevre. În momentul andocării, Mir nu avea pilot, de  aceea a așteptat sosirea echipajului OE-5 care a ajuns două săptămâni mai târziu.
Progress M-1 a fost lansată la 03:09:32 GMT la 23 august 1989, purtată de o rachetă Soyuz-U2 de la Cosmodromul Baikonur. S-a cuplat la modului Mir la 05:19:02 GMT pe 25 august. În perioada andocării, Mir era pe o orbită de 376 - 393 kilometri. Progress M-1 a rămas andocată la Mir timp de trei luni până la 09:02:23 GMT la 1 decembrie pentru a face loc modului Kvant-2.
Progress M-1 a ieșit de pe orbită la 10:32:00 GMT, câteva ore după ce a detașată de Mir. A ars la intrarea în atmosferă deasupra Oceanului Pacific, având resturi care au căzut în ocean, la aproximativ 11:21 GMT.